# Contea di Benewah
La contea di Benewah (in inglese Benewah County) è una contea dello Stato dell'Idaho, negli Stati Uniti. La popolazione al censimento del 2000 era di 9 171 abitanti. Il capoluogo di contea è St. Maries.

## Geografia
La contea si trova nel nord-ovest dello Stato, nel saliente dell'Idaho, al confine con lo Stato di Washington. Il territorio si trova nella regione Palouse.
Nella contea si trovano due parchi statali e parte della Riserva Cueur d'Alene.

### Contee confinanti
- Contea di Kootenai - nord
- Contea di Shoshone - est
- Contea di Latah - sud
- Contea di Whitman (Washington) - sud-ovest
- Contea di Spokane (Washington) - nord-ovest

## Storia
La contea fu istituita nel 1915 da parte della contea di Kootenai e deve il suo nome a un capo tribù dei Coeur d'Alene.

## Comuni

### Cities
- Plummer
- St. Maries (capoluogo)
- Tensed

### Census-designated places
- De Smet
- Fernwood
- Parkline